# Sidokepung
Sidokepung is een bestuurslaag in het regentschap Sidoarjo van de provincie Oost-Java, Indonesië. Sidokepung telt 12.284 inwoners (volkstelling 2010).